# Asasinarea lui Virgil Madgearu

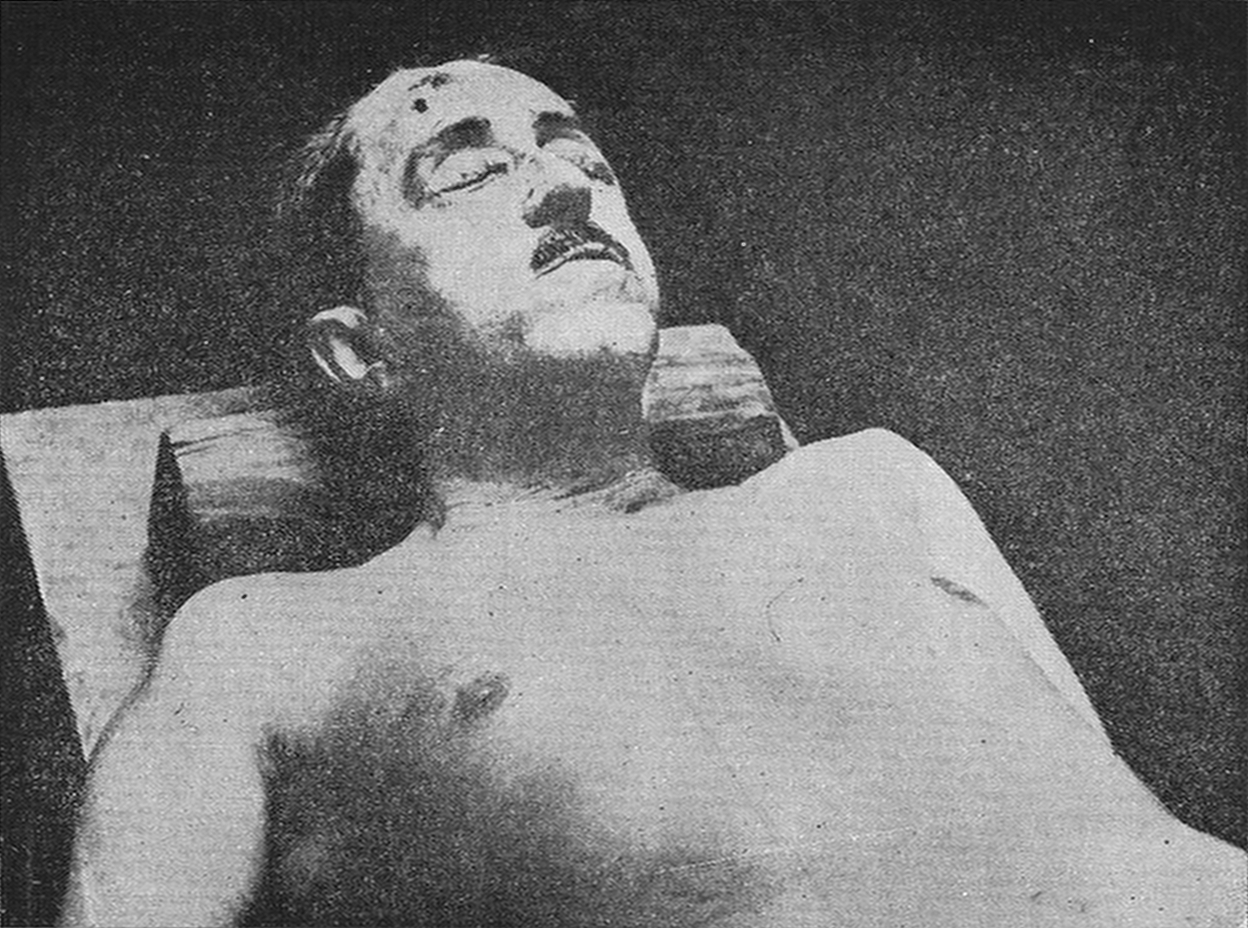
Cadavrul lui Virgil Madgearu la Institutul Medico-Legal

Asasinarea lui Virgil Madgearu a avut loc în noiembrie 1940, în timpul statului național legionar. Economistul și teoreticianul național-țărănist Virgil Madgearu a fost ucis de către o bandă de legionari, în cadrul unui plan mai larg care a vizat distrugerea susținătorilor reali sau închipuiți ai prigoanei anti-legionare a regimului lui Carol al II-lea. Planul a fost pus la cale la sfârșitul lui noiembrie 1940, pentru a coincide cu deshumarea rămășițelor pământești ale lui Corneliu Zelea Codreanu și ale altor legionari uciși sub regimul carlist.  

## Context
În dimineața zilei de 27 noiembrie 1940, Madgearu a aflat de la Ion Mihalache și Iuliu Maniu, care îl vizitaseră, despre Masacrul de la Jilava, petrecut în noaptea precedentă. Secretarul său, avocatul Virgil Lărgeanu, l-a vizitat la ora 12, găsindu-l într-o stare „sufletească de deprimare”. Conform acestuia, lui Madgearu i se părea abominabil ceea ce se întâmplase, deși nu avusese „niciodată cuvinte bune pentru cei dela Jilava”.
Madgearu fusese informat și despre ridicarea în aceeași dimineață a foștilor demnitari Constantin Argetoianu, Gheorghe Tătărescu și Gigurtu (a se vedea Tentativele de asasinare asupra foștilor demnitari (Argetoianu, Tătărescu, Gigurtu)).
Lărgeanu l-a încurajat, aducându-i aminte lui Madgearu că el însuși fusese închis de regimul lui Carol al II-lea, că interpelase guvernul Tătărescu în parlament la momentul demiterii lui Ion Antonescu și că fusese parte la încheierea pactului de neagresiune dintre PNȚ și Mișcarea legionară. Apoi a plecat la ora 13:30.

## Răpire și asasinare

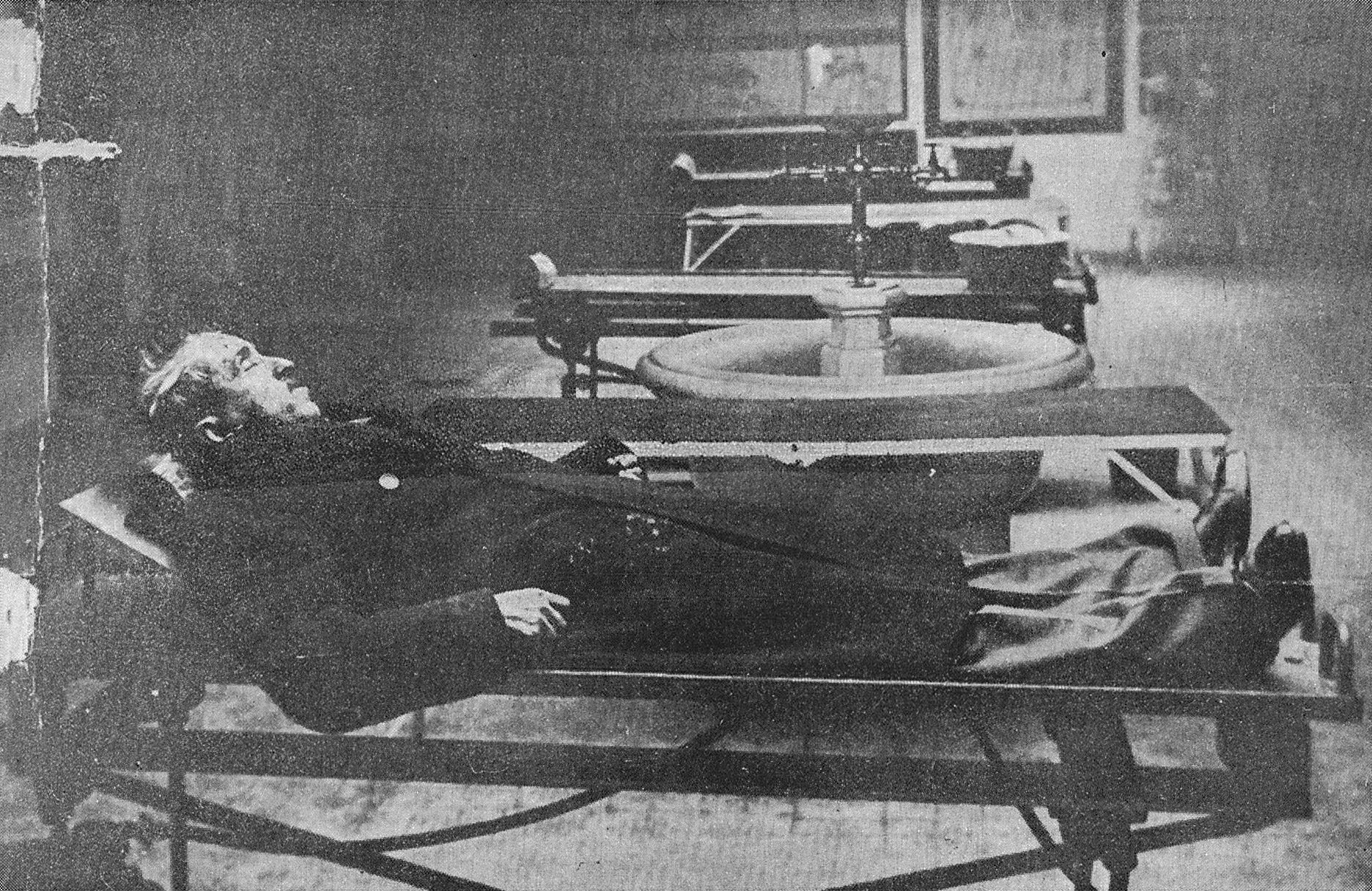
Cadavrul lui Virgil Madgearu la Institutul Medico-Legal

Madgearu a fost ridicat de un comando legionar de la locuința sa, în aceeași zi, pe la ora 14:00. Aflându-se la masă cu soția sa, Ecaterina Madgearu, șase persoane s-au prezentat, dintre care s-au legitimat Dacu Tudor, informator la poliția legionară din Ploiești, și s-a recomandat (Ion) Tucan. Legionarii au pretextat că îl duc la Prefectura Poliției Capitalei, pentru a-i lua o declarație, și văzând că Madgearu ezită, trei dintre asasini i-au dat cuvântul de onoare de legionari că în decurs de o oră avea să se întoarcă acasă.
A fost dus cu o mașină a Institutului Național al Cooperației (unde cinci din ucigași erau angajați), cu numărul 6.211 B în pădurea Snagov. În jurul orei 15:30, pădurarul Ilie D. Chirilă, care făcea paza pădurii Snagov, a văzut că în punctul numit „Coada Lungă” s-a oprit o mașină venind dinspre București, din care au coborât cinci sau șase persoane, care au intrat 100 de m în adâncimea pădurii. S-au auzit focuri de armă, iar pădurarul i-a abordat pe bărbați când se întorceau spre mașină, întrebându-i de ce au tras focuri de armă; a primit răspunsul că s-au distrat vânând ciori.
Pădurarul a apucat să își noteze numărul mașinii; când au observat acest lucru, legionarii au oprit mașina și doi au coborât, însă Chirilă a fost salvat de un administrator al U.C.B., care în acel moment l-a strigat, ceea ce i-a speriat probabil pe ucigași, care au plecat.
Ilie D. Chirilă s-a dus la locul unde fuseseră legionarii și l-a găsit pe Madgearu cu fața în jos. Victima încă „mai horcăia și îi curgea sânge din gură.”
În paralel, Virgil Lărgeanu a fost anunțat de Ion Mihalache la ora 14:30 că Madgearu fusese ridicat de legionari; Mihalache a încercat să-l contacteze pe Ion Antonescu, șeful guvernului, însă nu a putut da decât pe subsecretarul de stat de la Interne Alexandru Rioșanu, care s-a interesat și l-a anunțat pe Mihalache că Madgearu nu era la Prefectura Capitalei, ci într-o mașină în drum spre Ploiești, pe care Rioșanu a luat măsuri să o oprească.
La îndemnul lui Mihalache, Lărgeanu a plecat la Ploiești, unde l-a contactat pe chestorul de carieră de la Chestura Ploiești, care însă i-a dat de înțeles că are mâinile legate. Mai mult, acesta l-a sfătuit pe Lărgeanu să nu-l contacteze pe chestorul legionar, întrucât și-ar fi pus viața în pericol. Când a sunat la București pentru a anunța că se duce să vorbească cu chestorul legionar, Lărgeanu a fost informat că trupul lui Madgearu fusese deja găsit.
La locul crimei s-au deplasat medicul legist Alexandru Gr. Ionescu de la Institutul Medico-Legal „Prof. Dr. Mina Minovici” din București, împreună cu judecătorul de instrucție al Cab. III Ilfov și cu procurorul de serviciu, care au găsit cadavrul cu fața în jos. A fost fotografiat și apoi transportat în jurul orelor 21:00-22:00 la morga institutului.
Raportul medico-legal al Institutului „Porf. Dr. Mina Minovici” din 28 noiembrie 1940 constata că moartea a fost violentă, datorată „marei hemoragii internă consecutivă mai multor răni produse prin împușcare cu armă de foc, (calibru 6 și 8 mm), cu fractura craniului, lezarea creerului, perforarea inimii, aortei, ruptura ficatului și lezarea a diverse organe interne”. Despre direcția proiectilelor, raportul preciza că a fost de la „spate și lateral dela stânga, dela o depărtare relativ mică”.